# Герке, Август Григорьевич
Август Григорьевич Герке (нем. August Gerke; 1790, Люнебург курфюршество Брауншвейг-Люнебург Священная Римская империя — 1847, Феодосия Таврическая губерния Российская империя) — немецкий и российский скрипач и дирижёр.

## Биография
Музыкант в третьем поколении, с середины 1810-х гг. концертировал на Украине, в том числе многие годы работал капельмейстером крепостного оркестра графа Ганского в Житомире и в Пулинах, давал концерты в Киеве и Харькове, преподавал. Согласно статье Н. Ф. Финдейзена в Русском биографическом словаре (том 4, 1916), «часто давал в Киеве, во время контрактовой ярмарки, концерты и пользовался известностью как скрипач и педагог не только в киевской округе, но и в Польше и за границей. … у графа Ганского его оркестр состоял из 40 молодых деревенских парней графа и с хорошим ансамблем исполнял вещи классического и серьёзного репертуара». В промежутках между различными украинскими обязательствами работал также в Бремене, Дессау и Касселе, где, как сообщает Финдейзен, в 1835 г. занял пост музикдиректора.
Герке написал ряд оркестровых сочинений (в том числе «Военную увертюру с тремя пистолетными выстрелами» Op. 13), пьесы для скрипки с оркестром («Попурри в польском стиле», «Три полонеза»), струнные трио и дуэты, фортепианные произведения и др.
Четверых детей Герке, как сообщает «Всеобщий биографический словарь музыкантов» Франсуа Жозефа Фети, воспитал музыкантами-виртуозами и концертировал вместе с ними. Из них наиболее известен работавший в России Антон Герке, определённой прижизненной репутацией пользовался и Отто Герке. «Всеобщая музыкальная газета», сообщая об успешном концерте Августа Герке и его сына Антона Герке в Киеве 26 января 1823 года, называет поимённо также дочь Герке Теофилу и отмечает, что выступление всех четверых детей Герке внушают надежду на их будущее.